# Diadeemzee-egel
De diadeemzee-egel (Diadema setosum) is een zee-egel uit de familie Diadematidae. De wetenschappelijke naam van de soort werd in 1778 gepubliceerd door Nathanael Gottfried Leske.

## Kenmerken
Deze zwarte zee-egel heeft een hard pantser met een diameter van 5 tot 9 centimeter, dat bedekt is met giftige stekels van 30 centimeter lengte. Het pantser bestaat uit kleine plaatjes waarop zich knobbels bevinden. Hij heeft een licht iriserend stervormig patroon aan de bovenkant. De stekels zijn vastgehecht door middel van een kogelgewricht. Deze stekels vormen een gevaar voor baders en duikers, die gewond kunnen raken door erop te stappen. Rondom de anus bevindt zich een oranje ring.

## Leefwijze
Zijn voedsel bestaat voornamelijk uit korstvormende algen en organische stoffen. De voortbeweging geschiedt door middel van ambulacrale voetjes (2 maal 5 rijen), die zijn bezet met zuignappen om zich aan het substraat vast te hechten. Ze kunnen een leeftijd bereiken van 5 jaar. Onder de weinige vijanden bevindt zich de blauwvintrekkervis. Om zich te beschermen tegen aanvallen, verzamelen deze dieren zich meestal overdag, om uitgestrekte groepen te vormen. De giftige stekels vormen vaak een veilig onderkomen voor minuscule zeegrondels, kardinaal-baarzen, garnalen en zelfs kwallen van het geslacht Coeloplana.

## Verspreiding en leefgebied
Deze soort komt voor in de Rode Zee, het oostelijk deel van de Indische Oceaan en de Grote Oceaan tot in Polynesië alsook van zuidelijk Japan tot Australië en Nieuw-Caledonië in lagunes, aan rotsoppervlakten, op het zand in de nabijheid van koraalriffen, soms tot 70 meter diepte, maar meestal in zeer ondiepe wateren van 1 tot 25 meter diepte. Ook in wierbanken en verstoorde omgevingen met talrijke dode koralen komt hij voor.
In 2006 is de soort ook aangetroffen in de Middellandse Zee, aan de zuidkust van Turkije. Mogelijk zijn larven van de zee-egel door onder andere scheepvaart door het Suezkanaal in de Middellandse Zee terechtgekomen.

## Gevaar voor mensen
Tijdens het trappen op deze zee-egels dringen de naaldvormige stekels diep door in de dikke huid van de voetzool. In extreme gevallen kunnen ze de voet doorboren. Doordat het oppervlak van de stekels gegroefd is, is terugtrekken bijna onmogelijk. Verder gaat het gepaard met een hevige pijn, doordat de stekels ook giftig zijn. Wanneer de stekel breekt, komt het roodgekleurde gif vrij. Ten slotte kunnen de stekels nog wekenlang achterblijven in de huid.

## Synoniemen
- Echinus saxatilis Linnaeus, 1758[5]

## Afbeeldingen

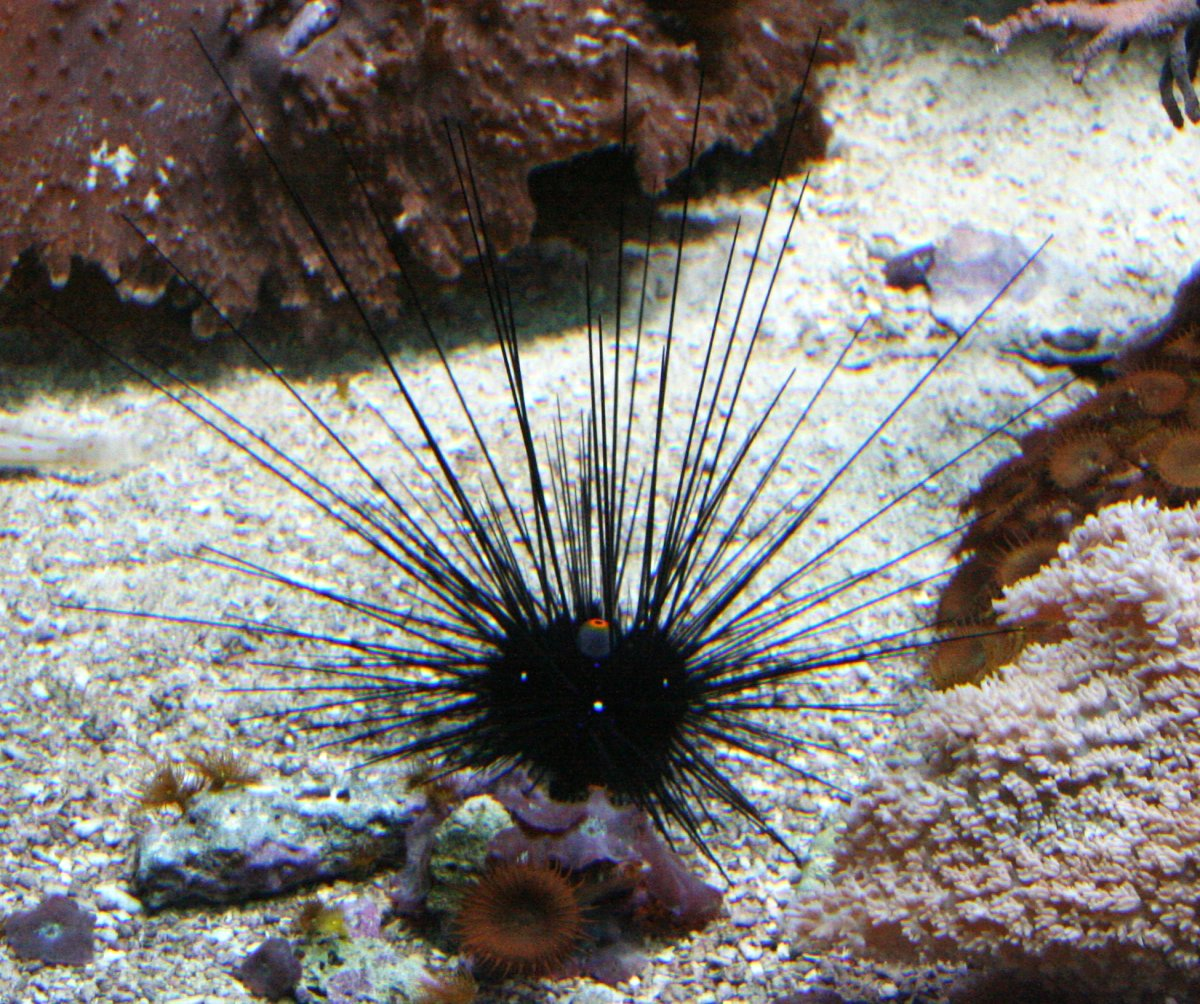
De karakteristieke oranje ring en enkele van de witte vlekken zijn zichtbaar in deze foto.
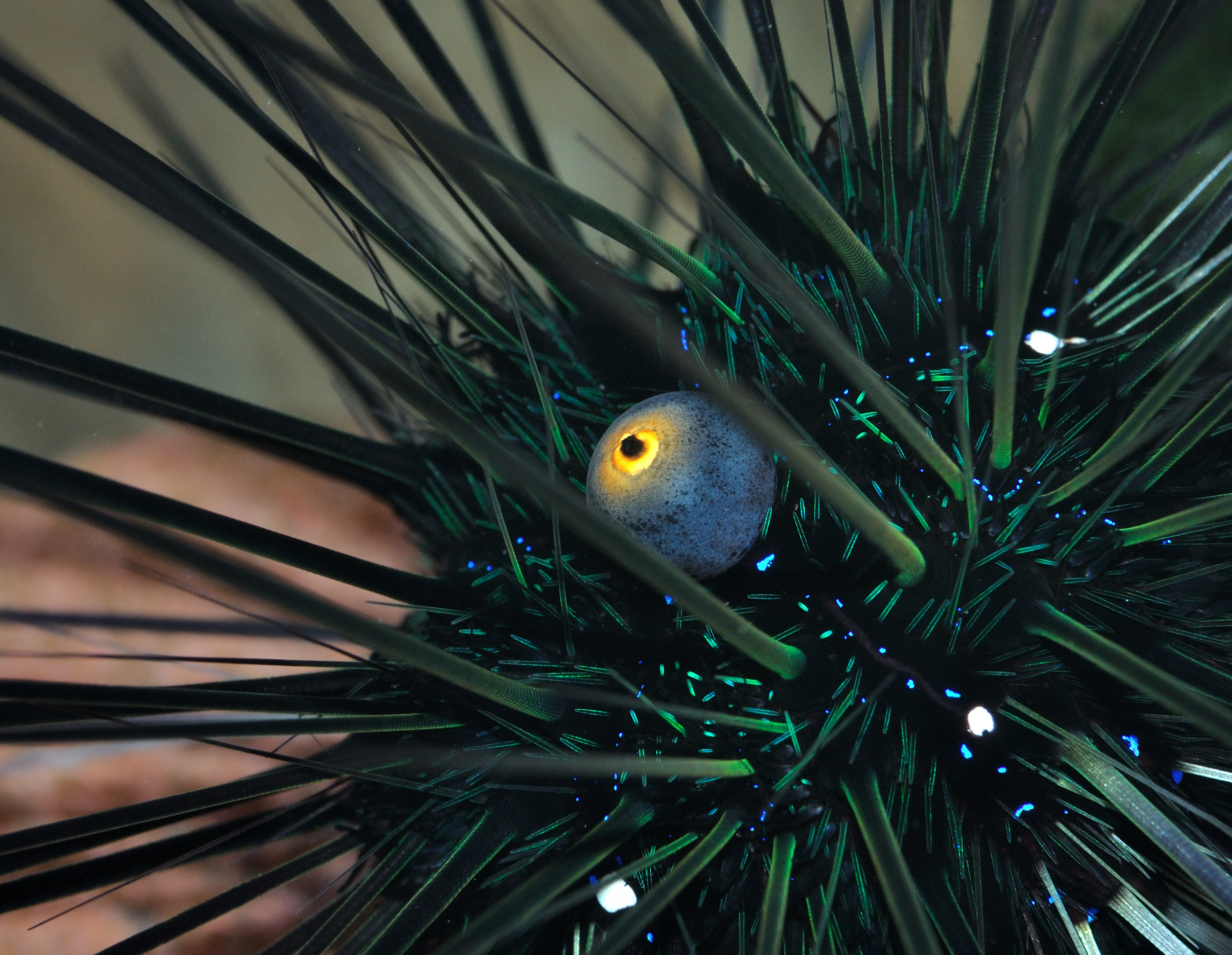
Ingezoomd op de anale zak.